# Monaco aan de Maas 2005
.

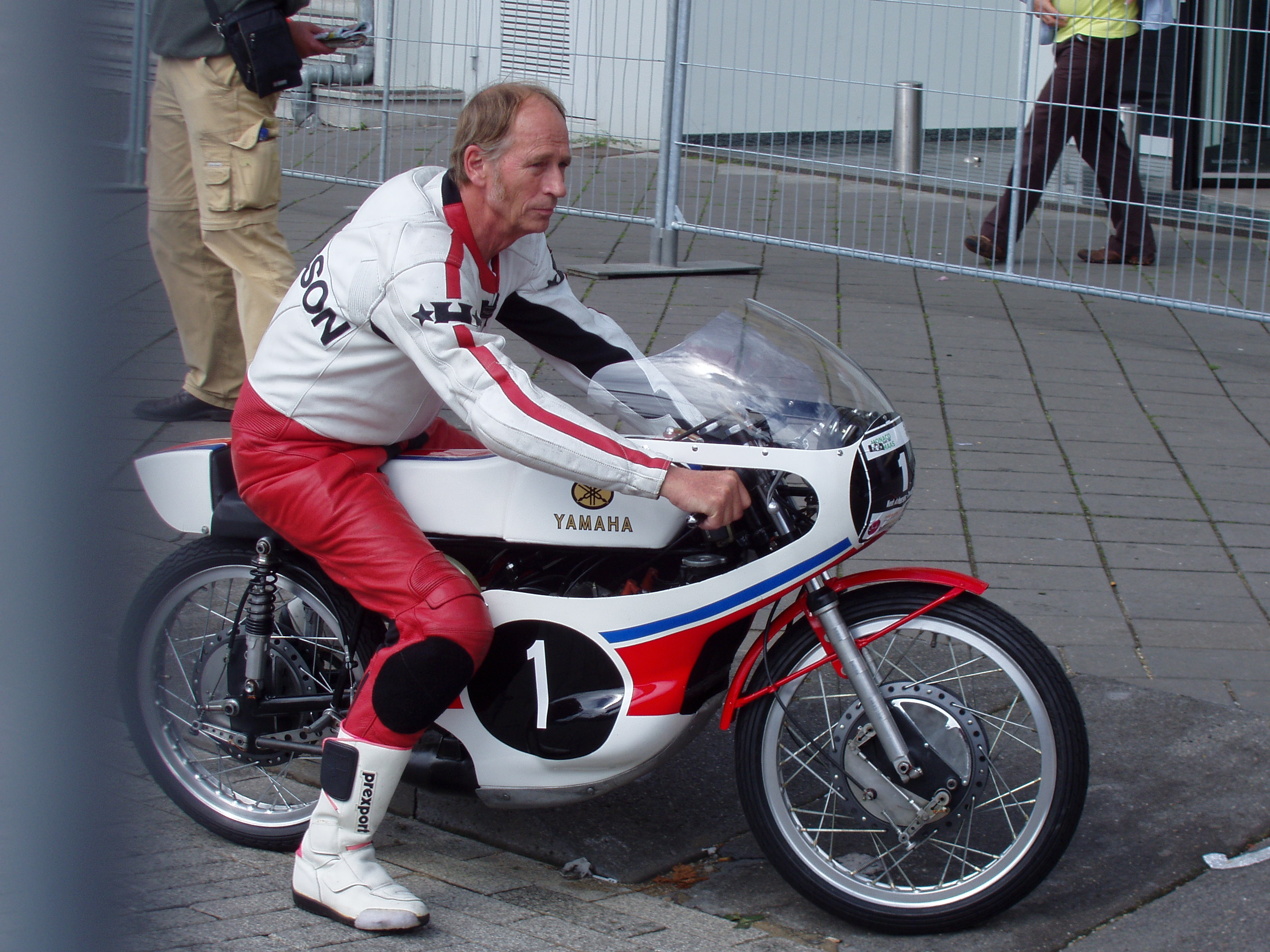
tweevoudig wereldkampioen Kent Andersson (Yamaha OW 15), Monaco aan de Maas 2005

Monaco aan de Maas was in 2005 de naam voor het race-evenement dat inmiddels VKV City Racing Rotterdam heet. Het werd georganiseerd door Robert Heilbron en Herman Vaanholt en vond plaats op 7 augustus.
De top van de Nederlandse coureurs uit onder meer de Formule 1, Le Mans en Parijs-Dakar waren aanwezig, waaronder Christijan Albers en de Rotterdamse coureur Robert Doornbos. De Nederlandse Chinees Ho-Pin Tung viel na enkele minuten met pech uit.
In het centrum van Rotterdam, aan de Mariniersweg, de Blaak, de Coolsingel en het Hofplein, was een echt parcours aangelegd. Hoewel echt racen niet mogelijk was, konden de coureurs wel hun auto's aan het publiek laten zien.
Het evenement was grotendeels gratis te volgen, met uitzondering van de tribune aan de Coolsingel en toegang tot de paddock en het VIP-dorp.
Ondanks de drukte (een half miljoen bezoekers) was het evenement in financieel opzicht een minder groot succes. Voor de initiatiefnemers Robert Heilbron en Herman Vaanholt was het echter geen doel om winst te maken. Zij zien het als een investering in de toekomst van hun evenement. Vooraf hadden ze gehoopt op ten minste 300.000 bezoekers en vonden het evenement zeer geslaagd.
De politie Rotterdam-Rijnmond hield deze dag twee mannen en een vrouw aan, die via een e-mail gedreigd hadden met een bomaanslag. Hoewel de politie voor het evenement in het centrum op diverse plaatsen naar bommen heeft gezocht, werd er niets aangetroffen. De dader werd in december 2005 veroordeeld tot 13 dagen cel.